# Pocilga

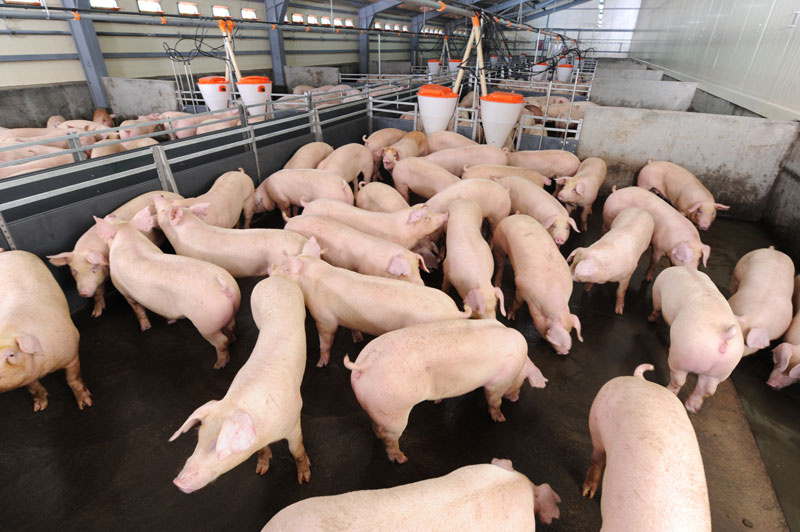
Pocilga.

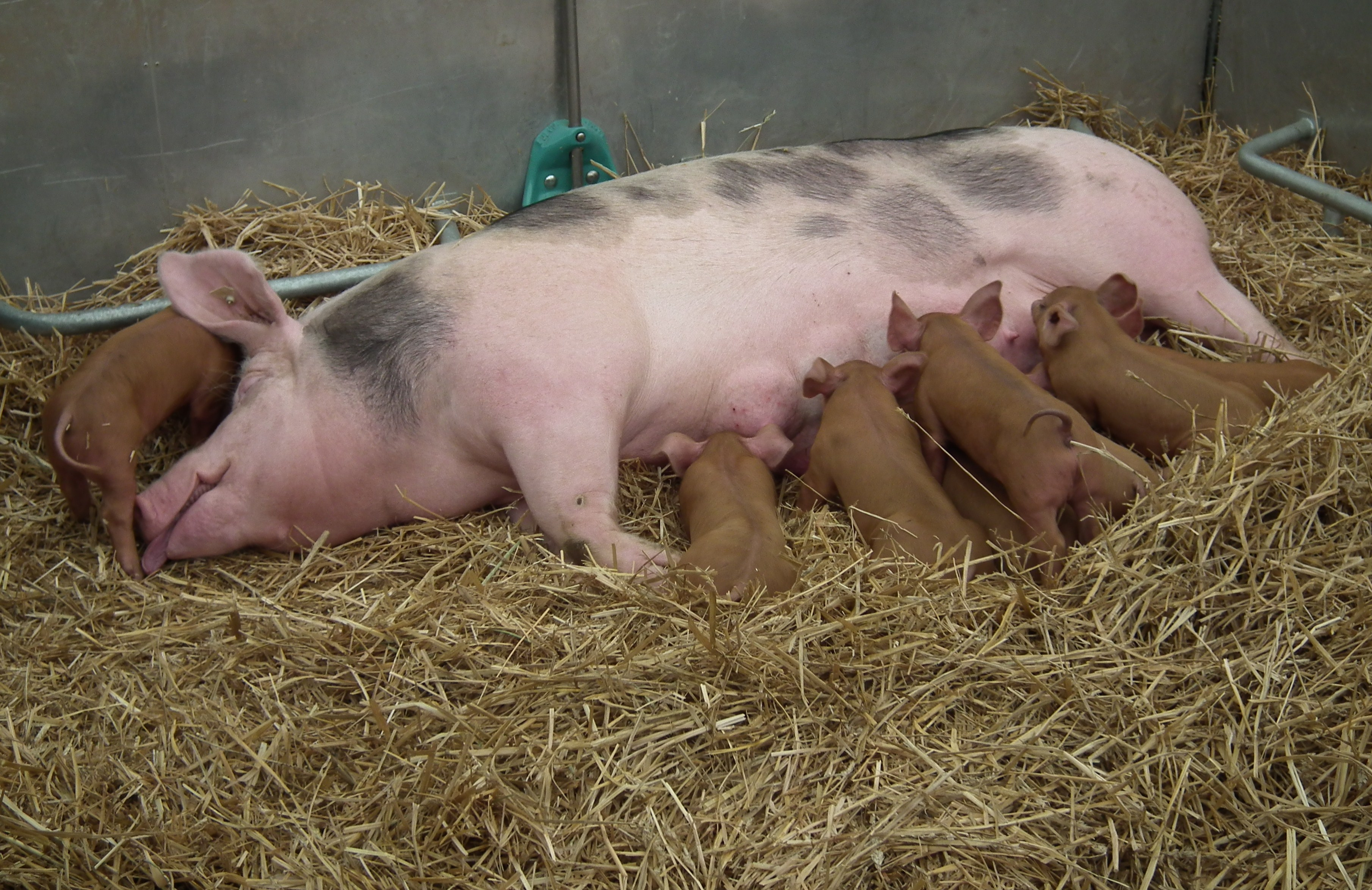
Cerda de la raza belga Piétrain amamantando a sus crías en una moderna pocilga metálica en Alemania.

Pocilga, porqueriza, zahúrda, estercolero, cuchitril, chiquero o cochinera es el lugar donde se cría el cerdo doméstico. En el noreste de México se le conoce también como trochil o marranera. Por analogía, también se llama así a cualquier lugar reducido, sucio, desaseado y hediondo.
No debe confundirse la pocilga, por lo general un pequeño y estrecho reducto (similar a una perrera de gran tamaño), con las naves de explotación industrial del porcino o las cabañas, parideras, etc.

## Etimología y usos
La palabra pocilga es de origen latino, de «porcilĭca», y ésta de «porcīle». 
En los países desarrollados, el uso y concepto de este modelo ancestral de corral-cuadra ha quedado como objeto de investigación etnográfico-etnológica. La industrialización de la producción porcina y la evolución, tanto en los tipos de vivienda como en las medidas de salubridad, han sustituido las modestas pocilgas por diferentes modelos de criaderos de cerdos, generalmente aislados de las poblaciones y en lugares oreados.

## En el arte
Asociada a la representación de un animal tan unido a la civilización y su evolución cultural, la pocilga, como tal reducto, queda incluida en las representaciones del ciclo vital del cerdo que reproducen dibujos y grabados en los manuscritos iluminados de la Baja Edad Media. También pueden encontrarse ejemplos en la historia de la pintura en Europa a partir del siglo XVI. 

Pocilgas en la pintura (siglos XVII - XIX)
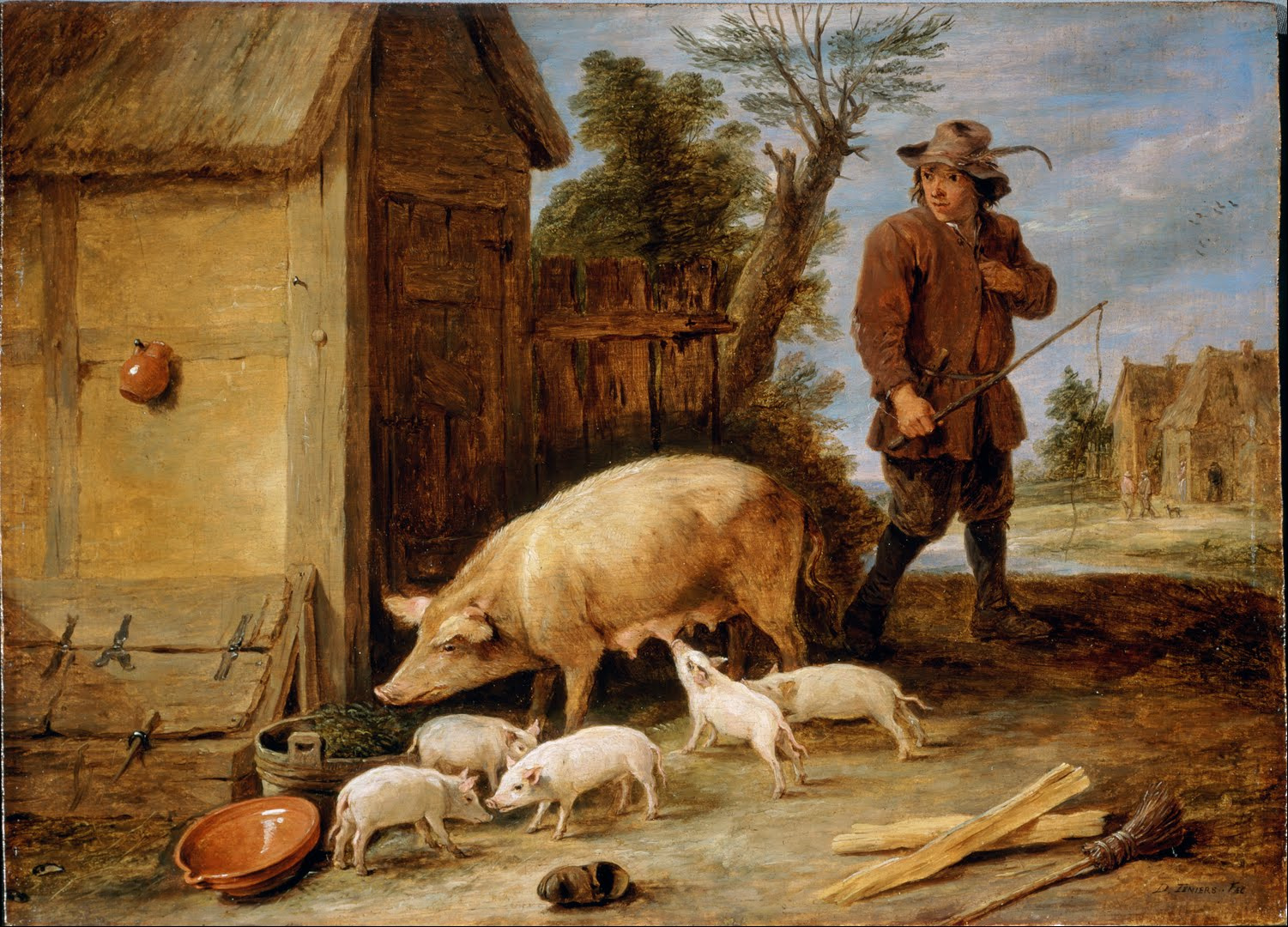
David Teniers el Joven (1690). Dulwich Picture Gallery
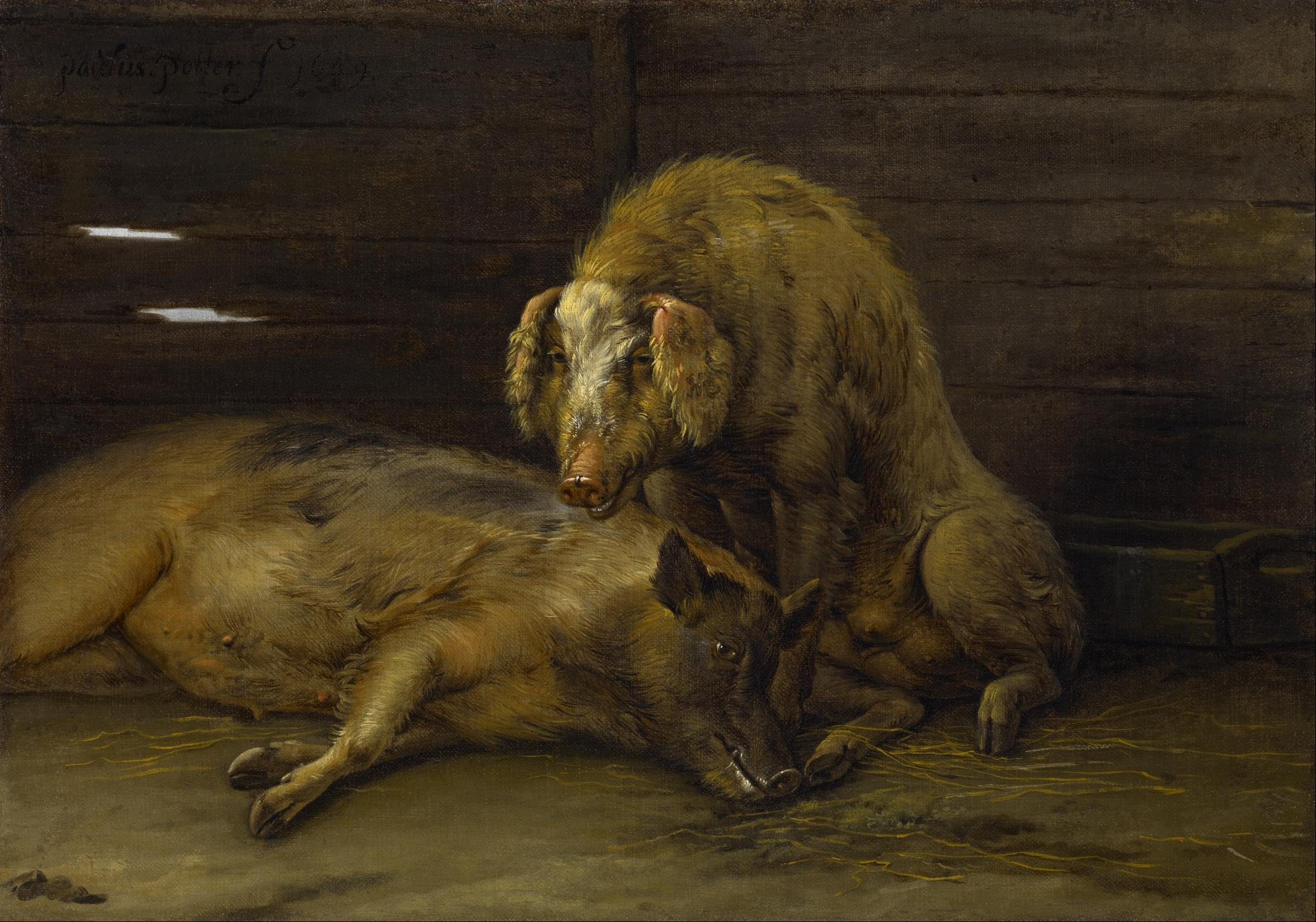
Paulus Potter (1649). Museo de Bellas Artes de Houston
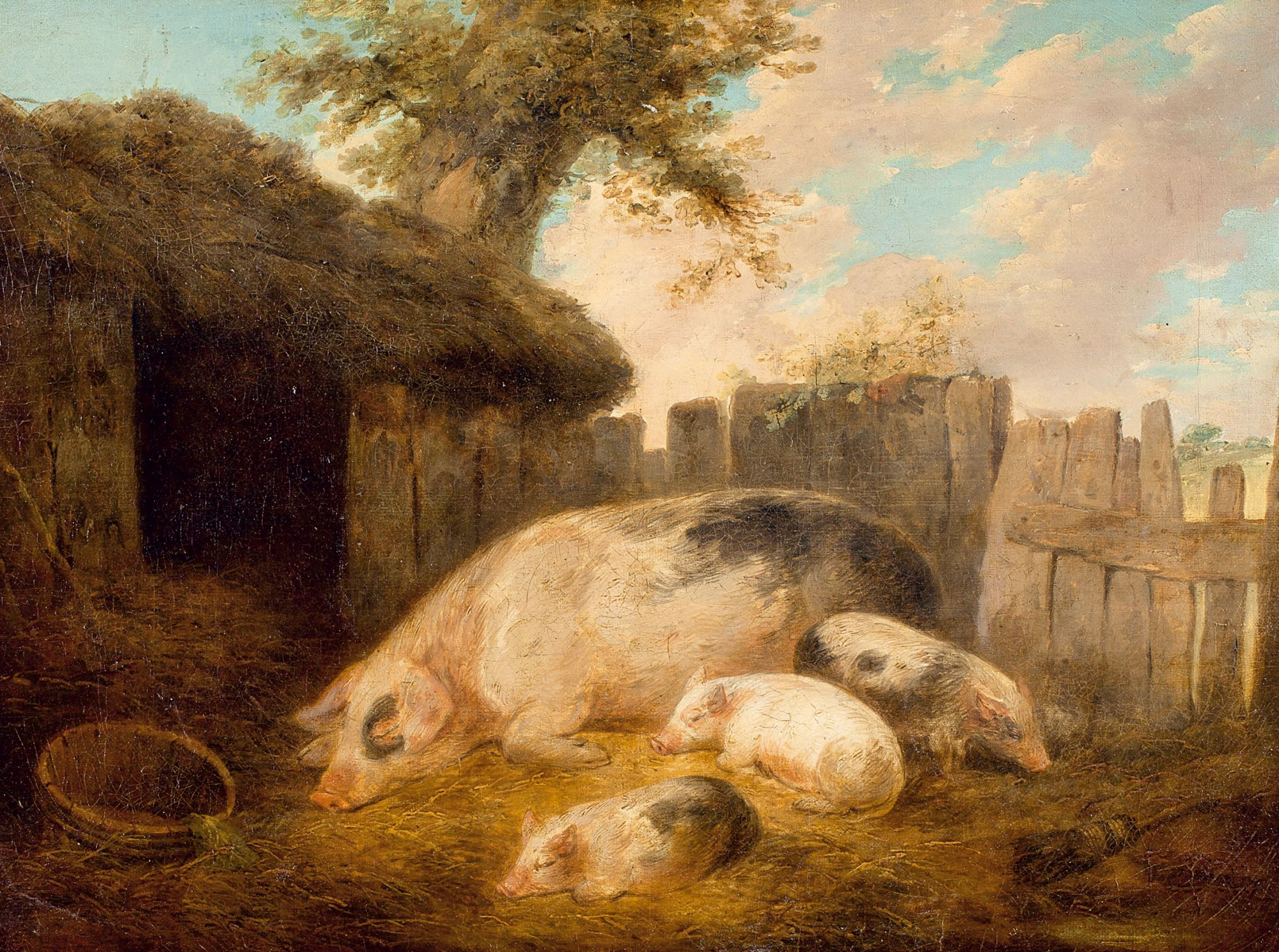
George Morland (1793), cp.
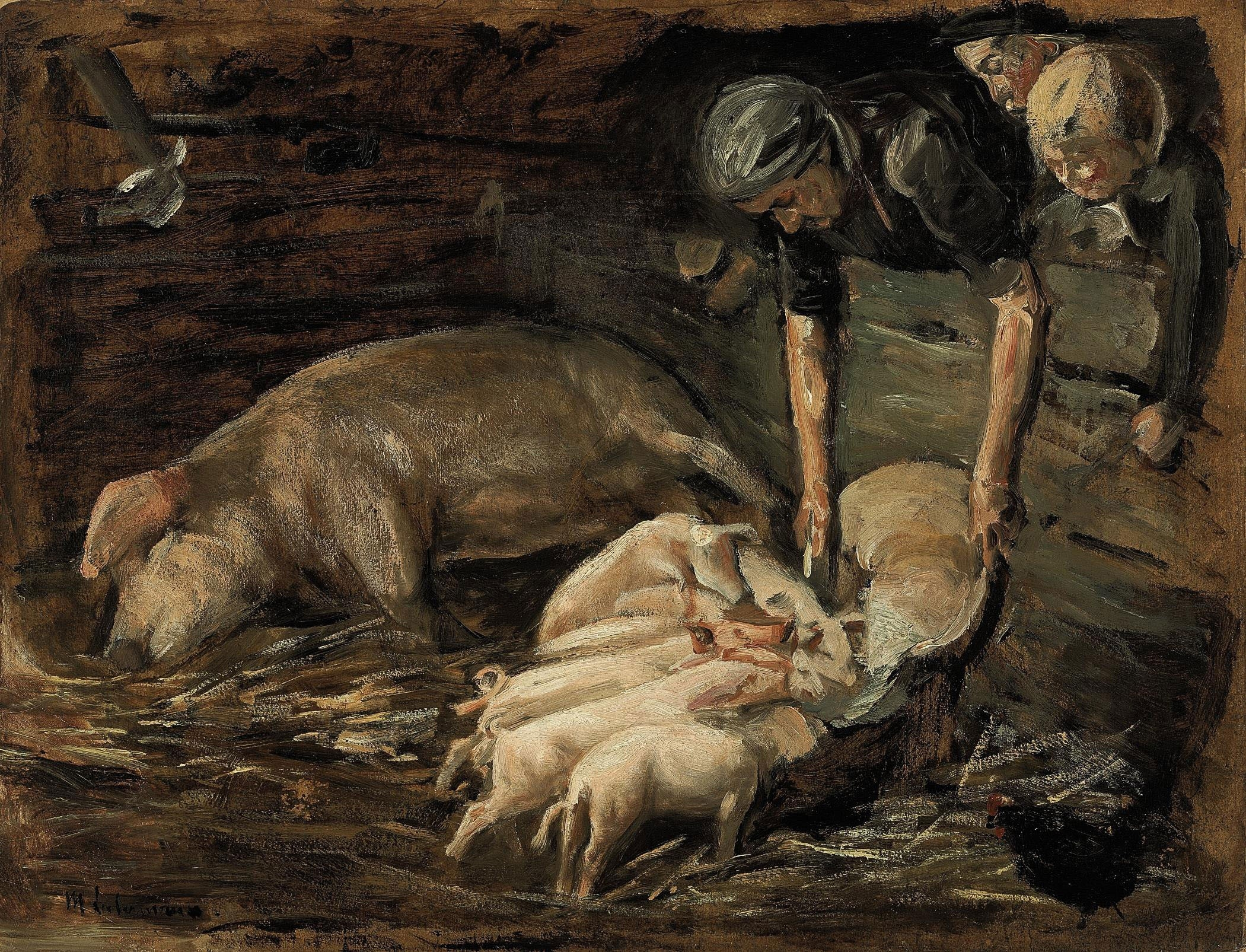
Max Liebermann (1887), cp.

Todavía en 1969, el realizador italiano Pier Paolo Pasolini, le dedicó a la pocilga una película, entre la fantasía y el naturalismo, así titulada.